# Luís da Câmara Pestana

Luís da Câmara Pestana

Luís da Câmara Pestana (* 28. Oktober 1863 in Funchal; † 15. November 1899 in Lissabon) war ein Hygieniker und portugiesischer Universitätsprofessor, der sich als einer der Pioniere der Bakteriologie hervorhob. Er promovierte 1889 an der Medizinisch Chirurgischen Schule von Lissabon mit der Dissertation O Micróbio do Carcinoma („Die Mikrobe des Karzinom“). 1890 wurde er an der gleichen Institution zum Professor für Hygiene, Gerichtsmedizin und Pathologische Anatomie ernannt und war gleichzeitig Chirurg an verschiedenen Lissabonner Krankenhäusern. 1892 gründete er das Instituto de Bacteriologia de Lisboa („Bakteriologische Institut von Lissabon“), das heute noch seinen Namen trägt. Er starb jung als Opfer der Pestepidemie, die er in der Stadt Porto bekämpfte.
Luís da Câmara Pestana wurde dadurch berühmt, als er bewies, dass der 1894 während der Epidemie in Lissabon isolierte Bacillus nicht der Vibrio cholerae war; dadurch etablierte er sich als Autorität auf dem Gebiet der Hygiene und Öffentlichen Gesundheit. Er war ein Mitglied mehrerer nationaler und internationaler Wissenschaftskomitees und veröffentlichte zahlreiche Werke über medizinische Themen, unter anderem Die Tollwut in Portugal (1896 in Zusammenarbeit mit Miguel Bombarda) und Bakteriologische Untersuchungen über die Lissaboner Epidemie von 1894 (1898).
Das Bakteriologische Institut von Lissabon vergibt einen Preis mit dem Namen Prémio Luís da Câmara Pestana für Verdienste in der Mikrobiologie.
| Personendaten    | Personendaten                            |
| ---------------- | ---------------------------------------- |
| NAME             | Câmara Pestana, Luís da                  |
| KURZBESCHREIBUNG | portugiesischer Arzt und Wissenschaftler |
| GEBURTSDATUM     | 28. Oktober 1863                         |
| GEBURTSORT       | Funchal                                  |
| STERBEDATUM      | 15. November 1899                        |
| STERBEORT        | Lissabon                                 |